# Coppa Latina (beach soccer)
La Coppa Latina è un torneo internazionale di beach soccer a quattro squadre su invito che si svolge in Brasile. Le squadre che partecipano a questa competizione sono nazioni provenienti dall'Europa Latina o dall'America Latina, ad eccezione del Canada nel 2003, che tuttavia possiede una regione di lingua latina. La prima edizione è stata giocata nel 1998 a Vitória. Dopo il formato a eliminazione diretta nel torneo inaugurale, tutte le edizioni successive presentano una configurazione round robin. Poche nazioni hanno vinto il torneo, essendo solo Brasile, Cile, Portogallo e Uruguay detentori di tale trofeo.

## Sedi
Di seguito le sedi dove si è disputata la Coppa Latina:
| Anno      | Città          |
| --------- | -------------- |
| 1998      | Vitória        |
| 1999      | San Paolo      |
| 2000      | Salvador       |
| 2001–2004 | Vitória        |
| 2005      | Fortaleza      |
| 2006      | Florianópolis  |
| 2009–2010 | Rio Quente     |
| 2011      | Rio de Janeiro |

## Albo d’oro
| N. | Anno | Campione   | Secondo    | Terzo      | Quarto    | MVP      |
| -- | ---- | ---------- | ---------- | ---------- | --------- | -------- |
| 1  | 1998 | Brasile    | Portogallo | Spagna     | Francia   | Neném    |
| 2  | 1999 | Brasile    | Portogallo | Argentina  | Spagna    | Madjer   |
| 3  | 2000 | Portogallo | Spagna     | Brasile    | Uruguay   | Madjer   |
| 4  | 2001 | Brasile    | Portogallo | Uruguay    | Argentina | Juninho  |
| 5  | 2002 | Brasile    | Portogallo | Uruguay    | Argentina | –        |
| 6  | 2003 | Brasile    | Portogallo | Argentina  | Canada    | Jorginho |
| 7  | 2004 | Brasile    | Spagna     | Uruguay    | Argentina | –        |
| 8  | 2005 | Brasile    | Uruguay    | Portogallo | Argentina | Buru     |
| 9  | 2006 | Brasile    | Argentina  | Uruguay    | Spagna    | Amarelle |
| 10 | 2009 | Brasile    | Cile       | Argentina  | Uruguay   | –        |
| 11 | 2010 | Cile       | Brasile    | Argentina  | Uruguay   | Sanhueza |
| 12 | 2011 | Uruguay    | Brasile    | Messico    | Argentina | –        |

## Vittorie per nazione
| Posiz. | Nazione    | Oro | Argento | Bronzo | Totale |
| ------ | ---------- | --- | ------- | ------ | ------ |
| 1      | Brasile    | 9   | 2       | 1      | 12     |
| 2      | Portogallo | 1   | 5       | 1      | 7      |
| 3      | Uruguay    | 1   | 1       | 4      | 6      |
| 4      | Cile       | 1   | 1       | 0      | 2      |
| 5      | Spagna     | 0   | 2       | 1      | 3      |
| 6      | Argentina  | 0   | 1       | 4      | 5      |
| 7      | Messico    | 0   | 0       | 1      | 1      |
| Total  | Total      | 12  | 12      | 12     | 36     |